# St. Martin (Unterknöringen)

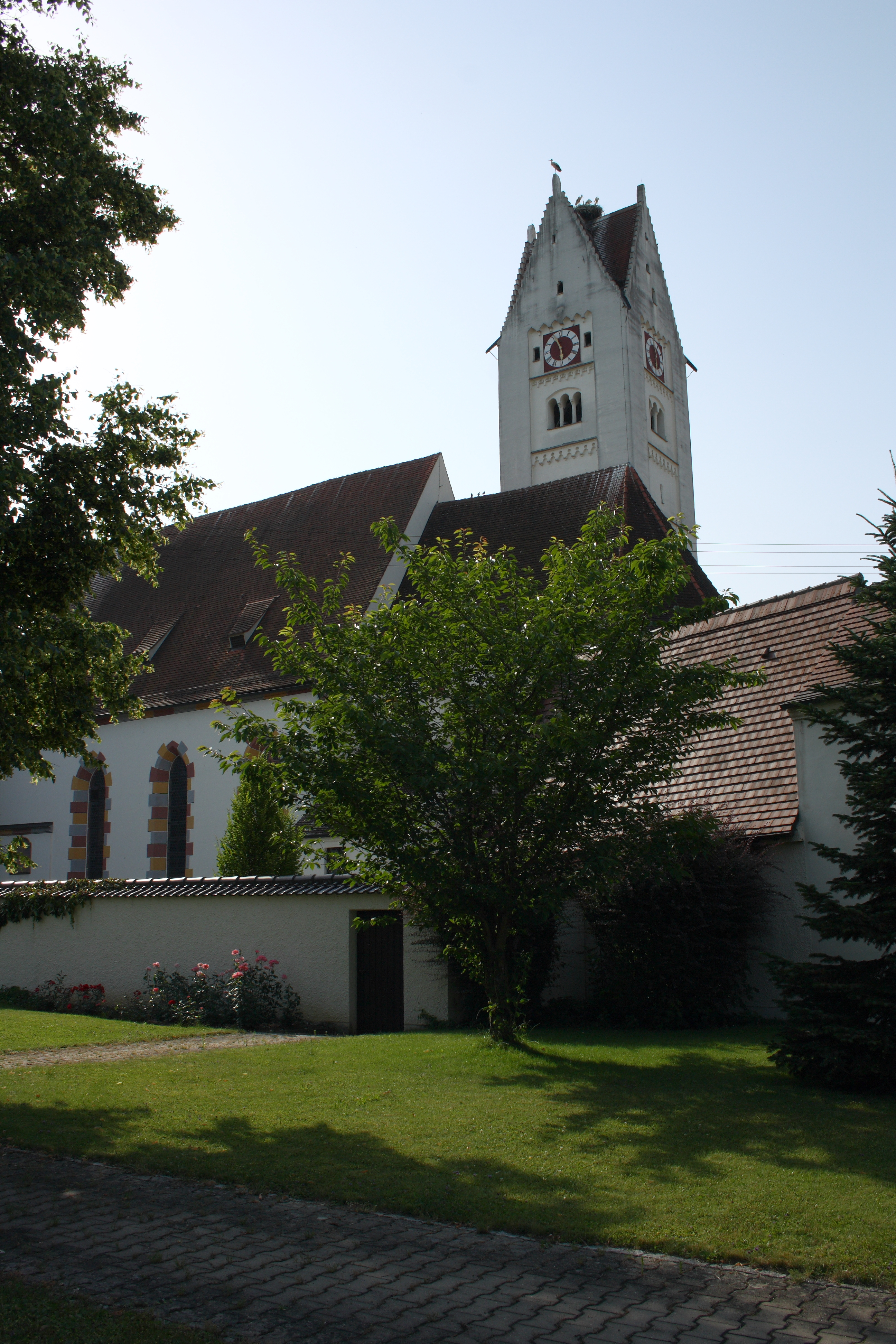
St. Martin (Unterknöringen)

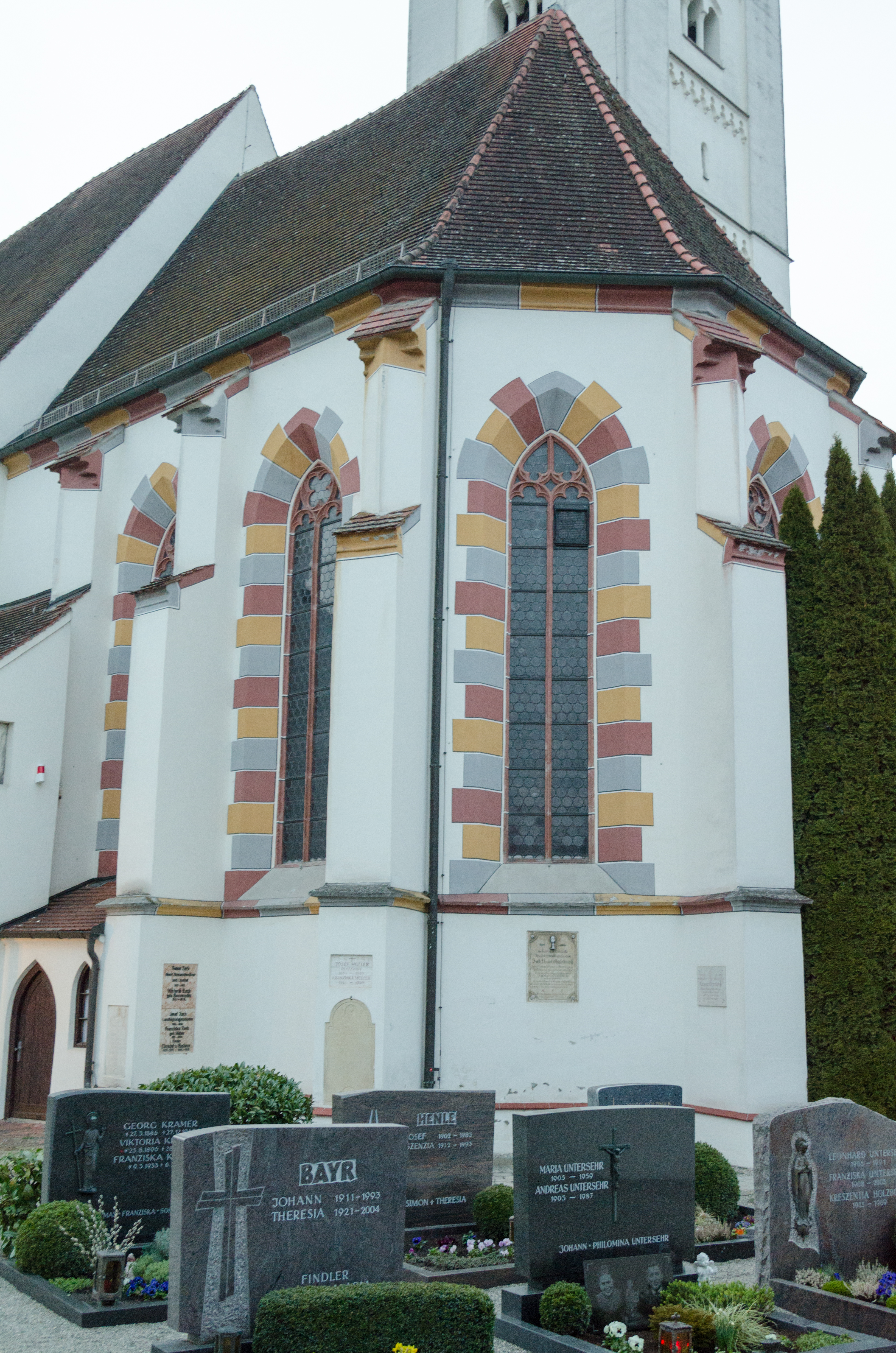
Chor

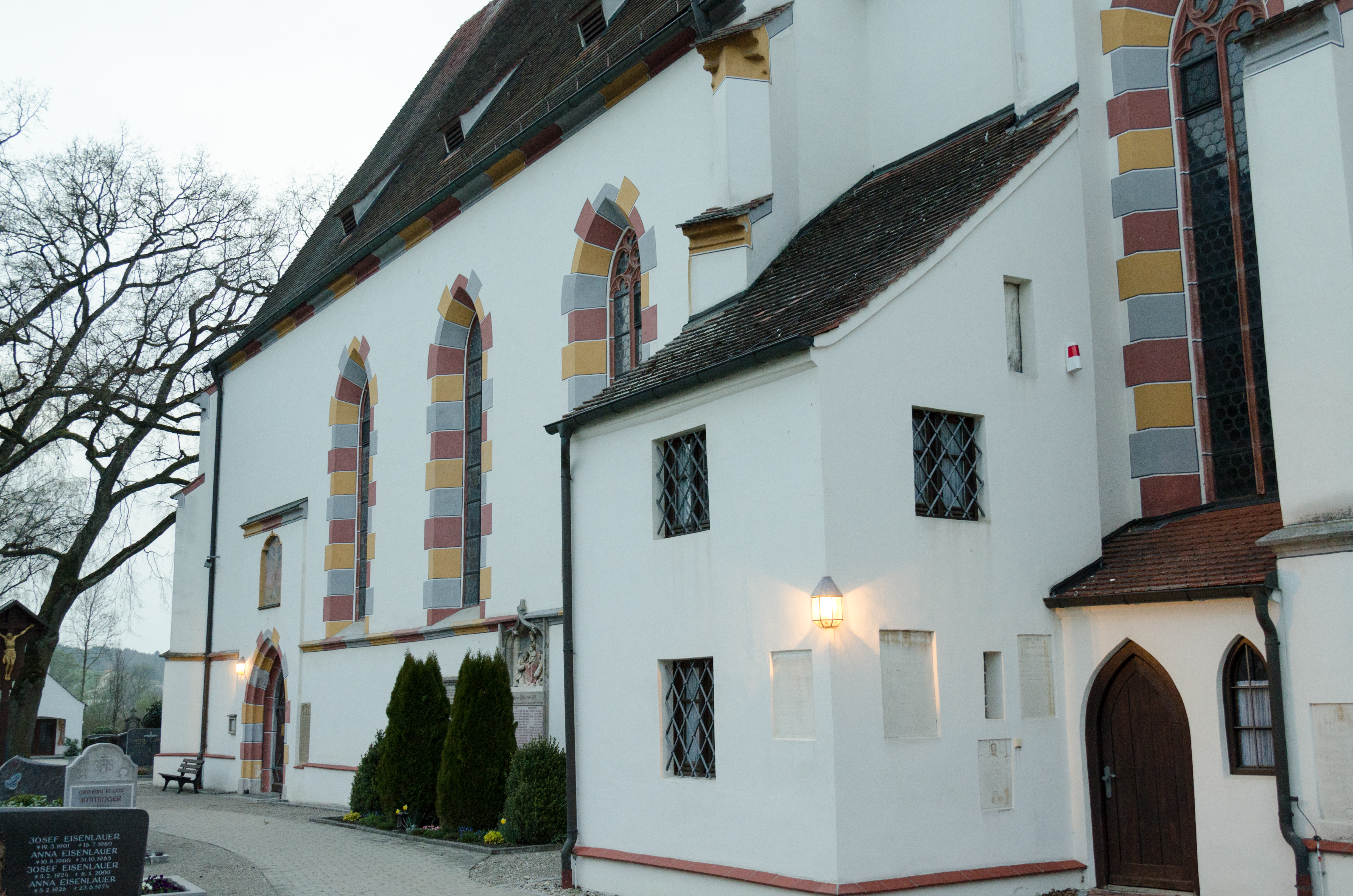
Südseite

Die römisch-katholische Pfarrkirche St. Martin ist eine gotische Saalkirche im Ortsteil Unterknöringen von Burgau im schwäbischen Landkreis Günzburg. Sie gehört zur Pfarrgemeinschaft Burgau im Dekanat Günzburg des Bistums Augsburg.

## Geschichte und Architektur
Die Kirche ist ein einheitlicher, verputzter und weiß getünchter Backsteinbau, der in den Jahren 1481–1484 durch Meister Moritz von Mindelheim ausgeführt wurde. Sie besteht aus einem einschiffigen, flachgedeckten Langhaus mit fensterloser Nord- und Westwand und einem eingezogenen Chor mit einem fünfseitigen Schluss und Netzrippengewölben. An der Nordseite ist ein gedrungener, quadratischer Turm mit Bogenfriesen und Giebeln ohne Turmhelm angeordnet. Die Tür- und Fensteröffnungen sind mit einer auffälligen, dreifarbig gemalten Quaderung hervorgehoben. Im Chor sind Reste von Wandmalereien mit dem Datum 1544 über dem Ostfenster erhalten, die drei Engel in Halbfigur zeigen.

## Ausstattung
Der Hochaltar wurde 1947 geschaffen und ist mit künstlerisch wertvollen, lebensgroßen Figuren ausgestattet, die in Ulm um 1484 angefertigt wurden. Sie stellen eine Mondsichelmadonna mit den Heiligen Nikolaus und Katharina sowie Barbara und Wolfgang (nach anderer Quelle: Konrad) dar.
Über dem linken Seitenaltar ist links eine Kreuzigungsgruppe aus der Zeit um 1720, rechts ein Gemälde mit der Mantelspende des heiligen Martin vom Ende des 17. Jahrhunderts sowie Figuren der Heiligen Ulrich und Nikolaus und eine Pietà aus der Zeit um 1484 angebracht. Eine Sakramentsnische ist mit dem Relief eines Schmerzensmanns und eines knienden Stifters, vermutlich eine Augsburger Arbeit um 1520, versehen. Die Kanzel stammt aus der Zeit zwischen 1710 und 1720. Eine gefasste Sandsteinfigur der heiligen Barbara wurde um 1440/1450 geschaffen. Eine Darstellung des heiligen Martin zu Pferd und eines Palmesels stammen aus der zweiten Hälfte des 15. Jahrhunderts.
Unter den zahlreichen teils wertvollen Grabdenkmälern befinden sich im Langhaus Wappensteine für Eberhard von Knöringen († 1352) und seine Frau († 1361) sowie für Konrad von Knöringen († 1395). Im Chor findet sich eine Rotmarmorplatte für Ulrich von Knöringen († 1536) mit einer Darstellung des Verstorbenen als Ganzfigur mit Rüstung. Ein figurenreiches Grabdenkmal mit aufwändiger Ädikularahmung für Ulrich von Knöringen († 1602) wird Michael Schaller dem Jüngeren zugeschrieben. Mehrere Epitaphien von Loy Hering mit verwandter Komposition des vor dem Gekreuzigten knienden Verstorbenen in einer einfachen Renaissancenische wurden geschaffen für:
- Ulrich von Knöringen († 1527),
- Konrad von Knöringen († 1534),
- Wilhelm von Knöringen († 1535),
- Hans von Knöringen († um 1537),
- Maria von Rechenberg († 1542).

Von Loy Hering stammt auch das nach 1526 geschaffene Relief für Adelheid von Knöringen in Ganzfigur.